# Tutte le donne di un uomo da nulla
Tutte le donne di un uomo da nulla è un film italiano del 2009 diretto da Roger A. Fratter, che ne è anche il protagonista.

## Trama
Paul è sposato con Lorella, una donna ricca che non ha molta stima di lui.
Dopo aver perso una partita a poker con Donato, Paolo decide di nascondere la verità alla moglie, e per guadagnare soldi facili e veloci accetta un incarico particolare. Costantemente umiliato dalla moglie e dalla giovane Cleta, la fidanzata di Donato, Paul trova conforto con un amico psicologo. Ma presto appariranno altre figure femminili: Sandra, una bellissima studentessa e una scrittrice di narrativa, Deborah.

## Produzione
Il film è stato girato per lo più a Milano, mentre alcuni interni a Roma.